# Concert Band
Eine Concert Band, auch bezeichnet als Wind Band, Symphonic Band, Symphonic Winds, Wind Orchestra, Wind Symphony, oder Wind Ensemble, ist eine Form des Blasorchesters, die besonders in Nordamerika verbreitet ist. Die Besetzung besteht aus Holzblasinstrumenten, Blechblasinstrumenten und Instrumenten aus der Schlagzeug-, Stabspiel- und Percussionfamilie. Zum Repertoire gehören – je nach Ausrichtung des Orchesters – Originalkompositionen, Arrangements klassischer Werke und Unterhaltungsmusik. Die Besetzung einer Concert Band hat Ähnlichkeit mit der Marching Band, sie kann aber dadurch abgegrenzt werden, dass sie vorrangig Konzerte spielt. Als Wind Ensemble bezeichnen sich Orchester mit besonders sinfonischer Ausrichtung.
Concert Bands existieren in Nordamerika an Universitäten, als Militärorchester, freie Berufsorchester, Stadtorchester, Schulorchester oder als freie Laienorchester.

## Besetzung
Die Besetzung einer Concert Band ist nicht einheitlich festgelegt, verschiedene Komponisten ergänzen einzelne Stimmen oder verzichten darauf. Sie unterscheidet sich in einigen charakteristischen Merkmalen vom traditionellen Blasorchester im deutschsprachigen Raum.
Insbesondere werden Trompeten und Kornetts dem Flügelhorn vorgezogen, es werden Waldhörner statt Es-Hörnern eingesetzt und Euphonien anstelle von Tenorhörnern.
Instrumente in Klammern sind weniger stark verbreitet, sie werden gelegentlich durch Stichnoten in anderen Stimmen eingezeichnet:

Vertreter einer Klarinettengruppe einer Concert Band: Bass-, Alt-, B- und Es-Klarinette

Holzblasinstrumente
Piccolo
Flöte 1 ,2 (, 3)
(Altflöte)
(Bassflöte)
Oboe 1 (, 2)
(Englischhorn)
Fagott 1 (, 2)
(Kontrafagott)
(Es-Klarinette)
B-Klarinette 1, 2, 3 (, 4)
Altklarinette
Bassklarinette
(Es-Kontra-Alt-Klarinette)
(B-Kontrabassklarinette)
(Sopransaxophon)
Altsaxophon 1, 2
Tenorsaxophon
Baritonsaxophon
(Basssaxophon)
Blechblasinstrumente
Trompete/Kornett 1, 2, 3 (, 4)
(Flügelhorn)
Horn 1, 2, 3, 4
Posaune 1, 2, 3
(Bassposaune)
Baritonhorn/Euphonium 1 (, 2)
Tuba
Schlagzeug, Stabspiel und Percussion
Pauken (2-4)
Schlagzeug: Snare Drum, Bass Drum, Cymbal, Tamburin, Triangel, Tamtam, Holzblock, Tomtom etc.
Stabspiel (Mallet): Glockenspiel, Xylophon, Marimba, Vibraphon, Chimes etc.
Keyboard und Streichinstrumente
(Klavier)
(Celesta)
(Harfe)
(Orgel)
Kontrabass/E-Bass
Die Instrumentierung kann je nach Art des Orchesters stark abweichen, beispielsweise haben Schulorchester häufig keine vollständige Besetzung. In einer typischen Concert Band wird jede Stimme von mehreren Spielern gedoppelt, grundsätzlich ist es vorstellbar 35 Stimmen mit 200 Spielern zu besetzen. Im Wind Ensemble wird von Stimmenverdoppelung meist abgesehen. Eine Ausnahme sind Flöten und Klarinetten, deren Stimmen teilweise Stimmteilungen im Notenbild enthalten. Auch die Tuba wird oft doppelt besetzt.
Zeitgenössische Komponisten schließen in ihre Werke häufig ungewöhnliche Instrumente oder akustische Effekte ein, beispielsweise Sirenen, elektronische Effekte, Kanonen oder Gesang.